# Пам'ятник Богданові Хмельницькому (Мелітополь)
Пам'ятник Богданові Хмельницькому у Мелітополі — скульптура Богдана Хмельницького, що знаходиться в Мелітополі на однойменному проспекті і вважається однією з візитних карток міста. Пам'ятник було встановлено на початку проспекту Богдана Хмельницького в 1954 році і перенесено на нинішнє місце в 1970 році.

## Історія

### Будівництво пам'ятника
У 1954 році в Мелітополі з великим розмахом відзначали 300-річчя Переяславської Ради — в термінах радянської офіційної історіографії «300-річчя возз'єднання України з Росією». З цієї нагоди давалися концерти, організовувалися мітинги, читалися лекції, в краєзнавчому музеї була відкрита експозиція, присвячена Переяславській раді. На карті міста з'явилися нові топоніми: проспект Богдана Хмельницького (раніше — частина вулиці Воровського і Якимівська вулиця) та площа імені 300-річчя возз'єднання України з Росією (нині безіменний майданчик на вулиці Гетьмана Сагайдачного, біля старої автостанції).
Тоді ж було встановлено і пам'ятник Богданові Хмельницькому. Спершу він був розташований на початку проспекту, навпроти кінотеатру «Україна».
Автором пам'ятника вважається Л. Шарафутдінов із Львівського худфонду. Але в 1975 році Львівський художній фонд дав офіційну відповідь, що фонд робіт в Мелітополі ніколи не виконував, а скульптор із таким прізвищем у ньому ніколи не значився.

### Перенесення пам'ятника
Проспект Богдана Хмельницького з'єднувався з вулицею Гетьмана Сагайдачного крутим поворотом-узвозом, через що в цьому місці траплялося багато аварій. На початку 1970-х років було вирішено реорганізувати цю транспортну розв'язку, розширивши проїжджу частину і вирівнявши перепади висот. Пам'ятник опинявся на місці запроектованої проїжджої частини, і постало питання про його перенесення. Нове місце для пам'ятника було обрано на перехресті проспекту Богдана Хмельницького з вулицею Вакуленчука. П'ятиповерхові будинки, віддаляючись від проспекту, утворювали там невелику площу. Планувалося знести з часом сусідні приватні будинки і побудувати на їх місці палац культури моторного заводу. Скульптуру Богдана Хмельницького збиралися обшити міддю. Особливе значення надавалося тому, щоб пам'ятник і надалі залишався на проспекті Богдана Хмельницького.
Постамент пам'ятника було трохи збільшено, щоб скульптура не здавалася дуже маленькою на тлі багатоповерхових будинків. Скульптуру, що складається з 6 залізобетонних блоків, перевезли під керівництвом того ж фахівця, який встановлював її у 1954 році.
Палац культури поруч із пам'ятником так ніколи і не було побудовано. Ідею покрити пам'ятник міддю також не було реалізовано.